# Малый Могой
Ма́лый Мого́й — село в Володарском районе Астраханской области России. Входит в состав Большемогойского сельсовета. Население 95 человек (2010) .

## География
Малый Могой расположено в юго-восточной части Астраханской области, в дельте реки Волги и находится у р. Сарбай. Уличная сеть состоит из двух географических объектов: ул. Набережная и ул. Центральная. Примыкает к с. Большой Могой.
Абсолютная высота 20 метров ниже уровня моря
.
Климат
резко континентальный с жарким сухим летом, холодной и малоснежной зимой, самый жаркий месяц — июль. Абсолютный максимум — 40 градусов. Самый холодный период — январь-февраль с абсолютным минимумом — 40 градусов.

## Население
| 2002 | 2010 |
| ---- | ---- |
| 96   | ↘95  |

Национальный и гендерный состав
По данным Всероссийской переписи, в 2010 году численность населения составляла 95 человек (47 мужчин и 48 женщин, 49,5 и 50,5 %% соответственно).
| Национальность | Численность (2010) | Процент |
| -------------- | ------------------ | ------- |
| Казахи         | 54                 | 68,4%   |
| Русские        | 25                 | 31,7%   |
| Всего          | 79                 | 100%    |

Согласно результатам переписи 2002 года, в национальной структуре населения казахи составляли 69 %, русские 29 % от 97 жителей.

## Транспорт
Подъездная дорога к автодороге регионального уровня 12 ОП РЗ 12Н 031 Володарский — Цветное.